# 尚堂
尚堂（15世紀—16世紀），字來瞻，北直隸河間府寧津縣人，明朝政治人物。

## 生平
尚堂是正德二年（1501年）的舉人，授太原推官，調任彰德推官，陞蘇州通判，蘇州為東南部大府，稅收是國家之最，農田水利為郡政優先，他到任後採訪民利興除，名聲因此顯赫，上級交章推薦，奏章有句子：「一廉如水剖決如流。」在任內去世，歷官十多年如寒士一般，行李剩下的財產少得無法舉喪，得府屬官員捐助才能完事。

## 引用
1. 1 2  康熙《寧津縣志稿·卷七·人物志》：尚堂，字來瞻，正德丁卯科舉人，歷任太原、彰德府推官，陞蘇州府通判，蘇為東南大郡，賦稅甲天下，農田水利郡政攸先，堂始至訪民利而興除之，政聲大著，上官交章薦云：「一廉如水剖決如流。」將大用竟卒於官，囊空至不能喪，郡僚相與捐助其事，始就歷任十餘年無異寒士，真廉吏也。